# 擬烏蘇里瓦葦
擬烏蘇里瓦葦（学名：Lepisorus pseudo-ussuriensis）为水龍骨科瓦葦屬下的一个种。其种加词“pseudo-ussuriensis”意为“拟-乌苏里的”。